# Waryong-san
Waryong-san är ett berg i Sydkorea.   Det ligger i provinsen Södra Gyeongsang, i den södra delen av landet, 300 km söder om huvudstaden Seoul. Toppen på Waryong-san är 799 meter över havet.
Terrängen runt Waryong-san är huvudsakligen lite kuperad. Waryong-san är den högsta punkten i trakten. Runt Waryong-san är det ganska tätbefolkat, med 185 invånare per kvadratkilometer. Närmaste större samhälle är Goseong, 19,8 km öster om Waryong-san. I omgivningarna runt Waryong-san växer i huvudsak blandskog.